# Jean-Cyril Robin
Jean-Cyril Robin (født 27. august 1969 i Lannion) er en tidligere fransk professionel landevejscykelrytter.